# Орлов, Василий Сергеевич (художник)
Васи́лий Серге́евич Орло́в (1 [14] января 1910, Грайворон, Курская губерния — 16 декабря 2010, Таганрог, Ростовская область) — российский художник.

## Биография
Родился в городе Грайворон Курской губернии 14 января 1910 года. Его дед, крепостной графа Шереметьева, был иконописцем. Отец, Сергей Александрович Орлов (1886—1951), учился у К. Савицкого в Пензенском художественном училище, затем — в Киевской рисовальной школе. В 1932 году В. С. Орлов окончил Харьковский художественный техникум. Перебравшись в 1933 году из Донбасса в Таганрог, Василий Сергеевич учит рисованию детей 13-й и 14-й городских школ, а отец, Сергей Александрович, преподает в 10-й школе, в художественной студии, Таганрогском учительском институте.
С 1935 года принимает участие в городских и областных художественных выставках. В 1936 году работа Василия Орлова «Парашютистка» была критически отмечена в рецензии на городскую художественную выставку. Автору была поставлена в упрёк «недостаточность художественных средств» при «отражении новых отношений социалистической действительности».
Во время оккупации Таганрога Орлова угоняют на принудительные работы в Германию, где он был вынужден трудиться чернорабочим на фабрике до самого конца войны в качестве остарбайтера. Вернувшись после войны в Таганрог, В. С. Орлов работает в таганрогском филиале кооперативного объединения «Всекохудожник». В 1946 году Орлова принимают в члены Союза художников СССР. И исключают через три года, за то, что попал в немецкий плен. После 1953 года Орлову предлагали восстановиться в Союзе художников СССР, но он отказался.
В 1970-х годах В. С. Орлов был членом городского творческого объединения «Художник», созданного при таганрогском Дворце культуры им. Ленина.
В 1997 году несколько работ В. С. Орлова (среди них — живописное полотно «По родному краю») было представлено и продано на аукционе «Christie’s».
Свой вековой юбилей Василий Орлов отметил персональной выставкой в Таганрогском художественном музее.
В 2010 году Василий Орлов был принят в Союз художников России.
Жил, работал и умер в Таганроге.

## Работы художника находятся в собраниях
- Ростовский областной музей изобразительных искусств, Ростов-на-Дону.[10]
- Таганрогская картинная галерея, Таганрог.[11][12]
- Музей современного изобразительного искусства на Дмитровской, Ростов-на-Дону.
- Коллекция Галереи «Piter», Таганрог.[13]
- Частные коллекции России, США, Канады, Италии, Германии, Франции.

## Персональные выставки
- 2010 — «Вековой юбилей художника Василия Орлова». Музей современного изобразительного искусства на Дмитровской, Ростов-на-Дону[14][15].
- 2010 — «Юбилейная выставка». Таганрогский художественный музей, Таганрог[16][17].

С 1953 по 2010 год В. С. Орлов провёл девять персональных выставок.

## Галерея

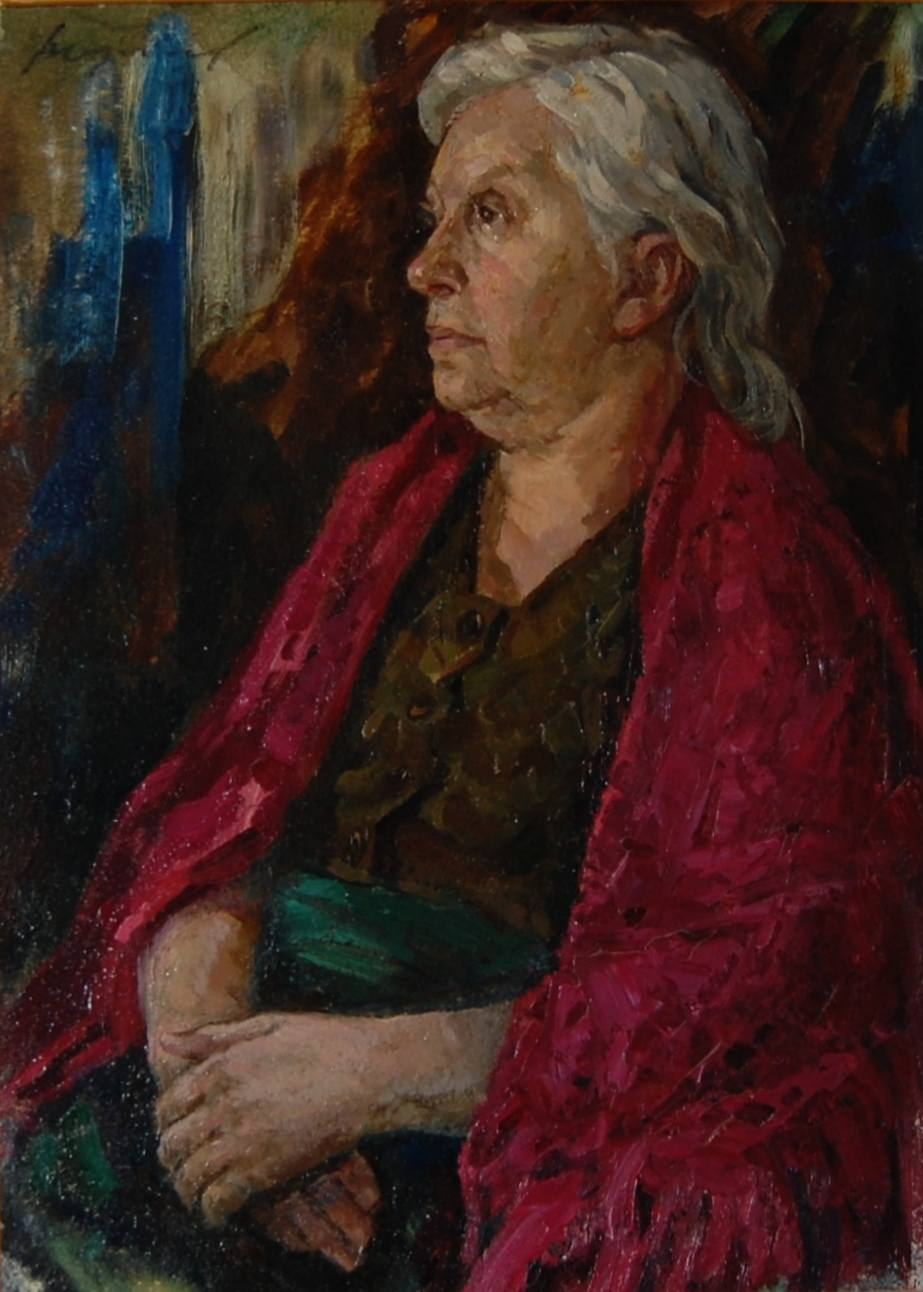
Портрет художницы В.Я. Григорьевой
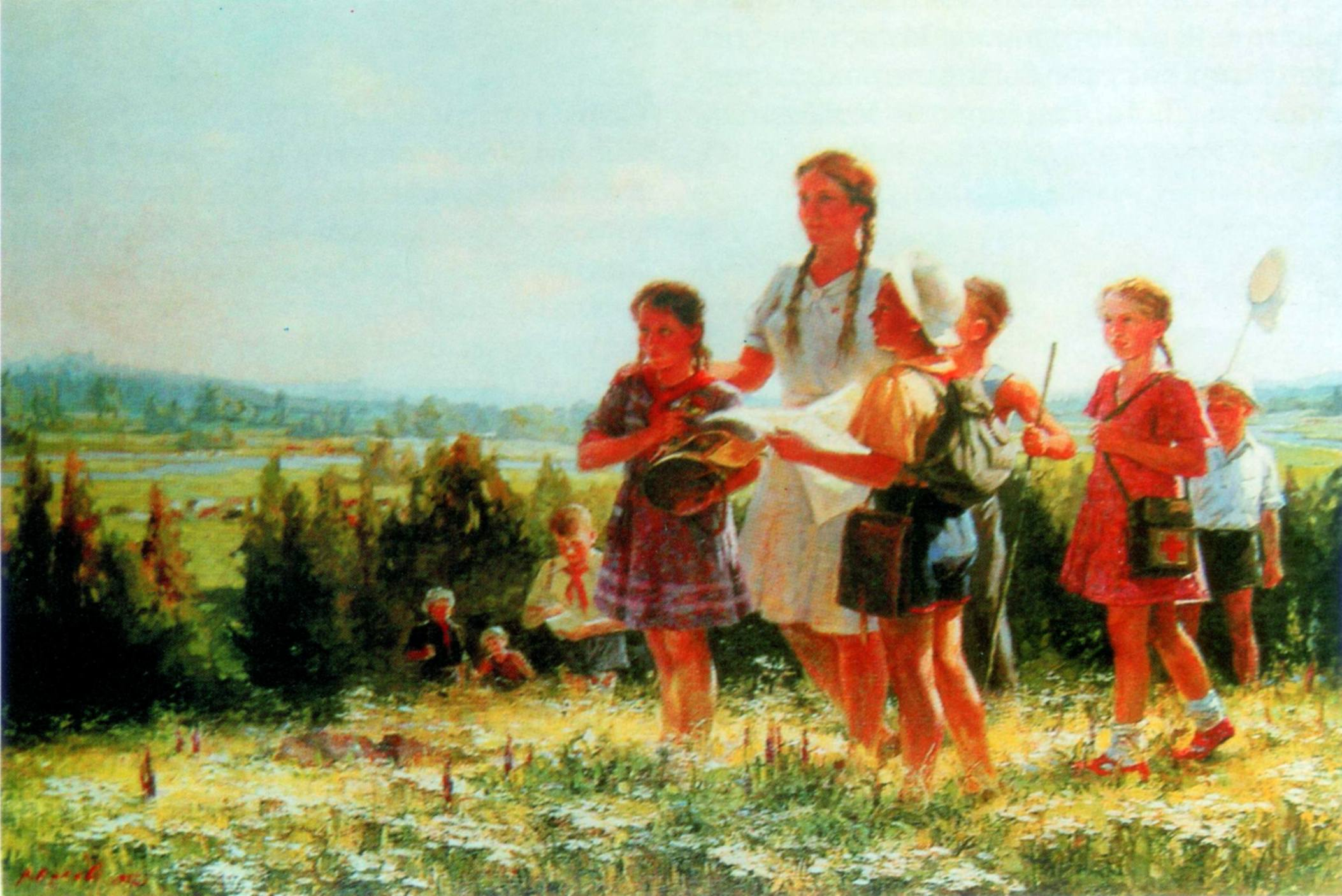
«По родному краю»

## Семья
- Григорьева, Валентина Яковлевна (1904—2000) — жена, российский живописец, прикладник (мозаика), педагог.